# Arturo Romeo
Arturo Romeo (nascido em 20 de outubro de 1941) é um ex-ciclista filipino. Ele representou seu país em dois eventos durante os Jogos Olímpicos de Verão de 1964.